# Stratosphäre

Einteilung der Erdatmosphäre nach ihrem vertikalen Temperaturgradienten

Die Stratosphäre (von lateinisch strātum ‚Decke‘ und altgriechisch σφαῖρα sphaîra, deutsch ‚Kugel‘, Aussprache ʃtrato oder strato) ist die zweite Schicht der Erdatmosphäre. Sie beginnt über der ersten Schicht, der Troposphäre, und endet unter der dritten Schicht, der Mesosphäre.
Der Grenzbereich zwischen Stratosphäre und Troposphäre wird als Tropopause bezeichnet. Diese liegt in einer Höhe zwischen ungefähr 8 Kilometern an den geografischen Polen und circa 18 km am Äquator. Der Grenzbereich zwischen der Stratosphäre und der Mesosphäre wird Stratopause genannt, die in etwa 50 km Höhe liegt.
Die Stratosphäre ist auch ein Teil der Homosphäre.

## Charakteristik

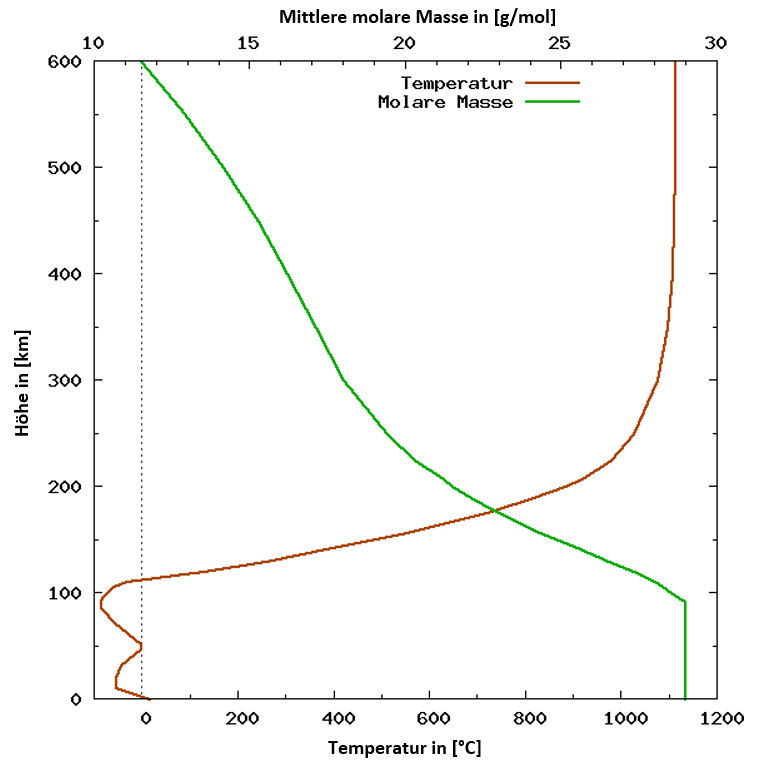
Durchschnittliche Temperatur und mittlere molare Masse in Abhängigkeit von der Höhe

In der Troposphäre ist die Luftzirkulation mit ihren adiabatischen Eigenschaften bestimmend für den Temperaturverlauf. In den Schichten darüber tritt die Bedeutung der Konvektion zurück und das Strahlungsgleichgewicht ist bestimmend.
In der Stratosphäre nimmt die Temperatur im Mittel mit steigender Höhe zu. Dieser inverse (im Vergleich zur Troposphäre) Temperaturverlauf wird hauptsächlich durch das in der Stratosphäre befindliche Ozon verursacht, das UV-Strahlung aus dem Sonnenlicht absorbiert und dabei elektromagnetische Strahlung in Wärme umwandelt. Am stärksten ist die Aufheizung im Bereich der Ozonschicht, dort steigt die Temperatur von ca. −60 °C bis auf knapp unter 0 °C an. Dieser Bereich ist die Stratosphäre im engeren Sinne, darüber fällt die Temperatur mit der Höhe wieder ab. Aber nie wieder wird ein adiabatischer Temperaturabfall erreicht.
Durch die niedrige Temperatur an der Tropopause kondensiert atmosphärischer Wasserdampf dort fast vollständig. Aus diesem Grund ist die stratosphärische Luft darüber sehr trocken. Wetterphänomene lassen sich daher in der Stratosphäre kaum beobachten. Polare Stratosphärenwolken als Ausnahme bestehen dagegen nicht aus Wasser und bilden sich nur unter den extrem kalten Bedingungen der Polarnacht. Leuchtende Nachtwolken sogar noch über der Stratosphäre in der Mesosphäre sind eine weitere Ausnahme.

## Erforschung
Das Vorhandensein einer Temperaturinversion und damit der Stratosphäre wurde – ebenso wie die Tropopause – im Jahr 1902 von dem französischen Meteorologen Léon-Philippe Teisserenc de Bort und dem Deutschen Richard Aßmann veröffentlicht. 1931 stieg Auguste Piccard als erster Mensch mit einem Ballon in einer Kapsel mit Druckkabine auf etwa 15.800 Meter. Der bemannte russische Stratosphärenballon CCCP-1 (UdSSR-1) stieg 1934 auf über 19.000 Meter.
Sie ist auch mit Forschungsflugzeugen wie der Mjassischtschew M-55 „Geophysika“ oder der „ER-2“-Spezialausführung der Lockheed U-2 untersucht worden. Im Juli 2010 begann das in Oberpfaffenhofen stationierte HALO, eine Entwicklung auf Basis der Gulfstream G550, wissenschaftliche Flüge.
2010 wurde auch das Cranfield Astrobiological Stratospheric Sampling Experiment (CASS-E) gestartet, das mit einer Ballonsonde Proben aus der Stratosphäre sammelt, die dann nach möglicherweise existierenden extraterrestrischen Mikroorganismen untersucht werden.

## Relevanz für die Wettervorhersage
Lange Zeit spielte die Beobachtung der Stratosphäre keine bedeutende Rolle in der Wettervorhersage. In den letzten Jahrzehnten wurde jedoch erkannt, dass Prozesse in der Stratosphäre, insbesondere bei der Langfristvorhersage, eine immer wichtigere Rolle spielen.
Ein Beispiel hierfür ist die plötzliche Stratosphärenerwärmung (Sudden Stratospheric Warming, SSW), bei der es zu einer drastischen Erhöhung der Temperaturen in der Stratosphäre innerhalb weniger Tage kommen kann. Solche Ereignisse können signifikante Auswirkungen auf das Wettergeschehen in der darunter liegenden Troposphäre haben und damit auf die Wettervorhersage. SSW-Ereignisse können z. B. Kältewellen in mittleren Breiten auslösen und die Dauer von Phänomenen wie dem Polarwirbel beeinflussen.
Ein relevanter Faktor bei der Beeinflussung der Troposphäre und dort vorherrschenden Wetterlagen ist die Menge an Spurengasen in der niedrigen Stratosphäre und ihre Verteilung durch die Brewer-Dobson-Zirkulation.

## Stratosphäre im weiteren Sinne
Entsprechend der Strahlungstransportgleichung ist die äußere Schicht jeder Gashülle (Sonne, Venus, Erde, Mars) eine Stratosphäre im weiteren Sinne, die in weitere Stockwerke unterteilt werden kann. Diesen Stockwerkaufbau von Atmosphären erkannte 1906 schon Karl Schwarzschild.